# Beilschmiedia reticulata
Beilschmiedia reticulata är en lagerväxtart som beskrevs av André Joseph Guillaume Henri Kostermans. Beilschmiedia reticulata ingår i släktet Beilschmiedia och familjen lagerväxter. Inga underarter finns listade i Catalogue of Life.